# 황야의 7인 3
황야의 7인 3(The Magnificent Seven Ride!)은 미국에서 제작된 조지 맥코원 감독의 1972년 서부 영화이다. 리 밴 클리프 등이 주연으로 출연하였다. 방영명은 서부의 7인이다.

## 출연

### 주연
- 리 밴 클리프

### 조연
- 스테파니 파워스
- 마이클 컬런
- 마리에트 하틀리
- 루크 아스쿠

## 제작진
- 미술: 존 T. 맥코맥
- 배역: 린 스터마스터